# Marbella
Marbella ist eine Großstadt im Süden Spaniens an der Costa del Sol in der Provinz Málaga. Die Provinz gehört zur autonomen Gemeinschaft Andalusien.
Marbella hat 159.000 Einwohner (Stand: 2024), darunter 38.195 Ausländer. Unter diesen befinden sich 5824 Briten und 4587 Marokkaner als stärkste Ausländergruppen. Daneben leben in Marbella auch 2561 Deutsche, 1196 Niederländer, 158 Österreicher und 130 Schweizer als Residenten (Stand: Volkszählung Januar 2013).
Marbella war einst ein Ort des Jetsets und gilt bis heute als gehobener Ort.

## Geographie
Die Stadtgemeinde Marbella liegt 57 Kilometer südwestlich der Provinzhauptstadt Málaga an der Küste des Mittelmeeres. Sie ist Bestandteil der Comarca Costa del Sol Occidental. Das 117 km² große Gemeindegebiet grenzt an die Gemeinden Estepona, Benahavís, Istán, Ojén und Mijas.
Untergliedert ist die Gemeinde in die Stadtbezirke Nueva Andalucía, Puerto Banús, San Pedro de Alcántara und Las Chapas. Auf dem Gemeindegebiet von Marbella finden sich zahlreiche Siedlungen, die sich teilweise im Privatbesitz von Eigentümergemeinschaften befinden, wie beispielsweise Bosquemar oder Marbesa.

## Geschichte
Das Gebiet von Marbella war schon in der Jungsteinzeit besiedelt. Davon zeugen prähistorische Funde in der Höhle Pecho Redondo in der Sierra Blanca. Auch im Stadtteil Las Chapas, in Coro de Correa, wurden Spuren früher menschlicher Besiedlung entdeckt.
Der Ort Marbella wurde durch die Phönizier als Handelsplatz gegründet. Im 3. Jahrhundert v. Chr. kam das Gebiet unter die Herrschaft des Römischen Reiches. An der Mündung des  Río Verde sind die Reste einer römischen Villa aus dem 1. Jahrhundert n. Chr. erhalten. Teile der römischen Siedlung Cilniana, von Historikern der Stadt Salduba zugeordnet, wurden im Stadtteil San Pedro de Alcántara entdeckt.
Der Name Marbellas ist erstmals der Zeit der Mauren dokumentiert, wird aber von Emilio Nieto Ballester als romanisch klassifiziert, aus den Elementen marba (kleiner kristalliner Quellsee) und dem Diminutivsuffix -ella. Aus dieser Herrschaftsepoche sind noch Burgreste und zwei Verteidigungstürme erhalten. Im Zuge der Reconquista wurde das Gebiet von Marbella 1485 von den Katholischen Königen von Kastilien und Aragon erobert. Populär ist die Volks- oder Pseudoetymologie, Isabella I. habe beim Anblick der eroberten Stadt und des Meeres ¡Que Mar bella! (deutsch Welch schönes Meer!) ausgerufen.
Mitte des 20. Jahrhunderts begann in Marbella die Entwicklung des Tourismus. Anfang der 1950er-Jahre erwarben besonders Alfonso von Hohenlohe, Mario von Szavost und Max Graf Khevenhüller große Landflächen, um sie zu vermarkten. Bereits 1954 eröffnete Hohenlohe im damaligen Dorf Marbella das Marbella-Club-Hotel. Danach entstanden mehrere Urbanisationen und Apartmentanlagen. Viele Prominente, darunter in den 1970er-Jahren auch der spätere König Fahd von Saudi-Arabien, ließen sich Villen in und um Marbella errichten. In der Boulevardpresse tauchten unter der Rubrik Marbella folgende Prominente auf: Aristoteles Onassis, Guy de Rothschild, Artur Rubinstein, Audrey Hepburn, Sean Connery, Gina Lollobrigida, Gunter Sachs, Brigitte Bardot, Richard Burton, Omar Sharif, Edward Kennedy und Gunilla von Bismarck.

### Marbellaskandal
Im Jahr 1991 wurde der Bauunternehmer und Präsident des Fußballvereins Atlético Madrid, Jesús Gil, mit großer Mehrheit zum Bürgermeister gewählt. Die von ihm gegründete Partei Unabhängige Liberale Gruppe (auf Spanisch GIL abgekürzt) war mit dem Versprechen angetreten, die Straßenkriminalität zu bekämpfen und den internationalen Glamour zurückzubringen. Während seiner Amtszeit erfuhr die Stadt einen beachtlichen Bau- und Investitionsboom, aber nachdem häufig Bau- und Umweltauflagen ignoriert worden waren, wurden schließlich die neueren Pläne durch die andalusische Regierung gestoppt. Im Jahr 2002 wurde Gil verhaftet und musste von seinem Bürgermeisteramt zurücktreten: Er wurde beschuldigt, öffentliche Mittel der Stadt in seinen Fußballverein investiert zu haben.
Auch unter seinen Nachfolgern Julián Muñoz und Marisol Yagüe entspannte sich die politische Lage nicht. Im Jahr 2006 wurde schließlich der Stadtrat von der spanischen Zentralregierung aufgelöst, da 19 Stadtratsmitglieder wegen Korruptionsverdacht verhaftet wurden. Die Gesamtsumme der geflossenen Gelder belief sich nach vorsichtigen Schätzungen auf mindestens 2,4 Milliarden Euro. Es wurde gegen 96 Personen Anklage erhoben.

## Wappen
Beschreibung: Im blauen Wappenschild ein gezinntes, gestuftes, goldenes Kastell mit blauem Durchgang und zweimal zwei blauen Fenstern über drei silbernen Wellenbalken stehend und von einem aus fünf goldenen, mit den Spitzen nach unten zeigenden, gefächerten und geschnürten Pfeilbündel links und einem senkrecht stehenden goldenen Armbrustjoch mit gerissener Sehne auf der heraldisch rechten Seite begleitet.
Auf dem Schild ruht eine goldene Krone.

## Deutsche in Marbella
Den drittgrößten Ausländeranteil in Marbella bilden, nach Briten und Marokkanern – weit vor den Menschen skandinavischer Herkunft –, die Deutschen.
Die Deutsche Schule in der Provinz Málaga befindet sich in Elviria, einem Vorort von Marbella etwa zehn Kilometer von der Stadtmitte entfernt. Sie führt auch zur deutschen Hochschulreife. Sie verfügt sowohl über einen Kindergarten als auch über eine Grundschule. In den weiterführenden Klassen werden Hauptschüler, Realschüler und Gymnasiasten unterrichtet. Neben dem deutschen Lehrangebot werden die Schüler darüber hinaus auch auf Spanisch unterrichtet.

## Sehenswürdigkeiten in und um Marbella
Die Stadt verfügt über mehrere Jachthäfen (u. a. Puerto Banús) und einen Fischereihafen. Im benachbarten San Pedro de Alcántara, das auf das römische Silniana zurückgeht, finden sich antike Mosaike und Thermalbäder sowie die Überreste einer frühchristlichen Basilika aus dem 4. Jahrhundert.

Altstadt von Marbella mit Straßenrestaurants
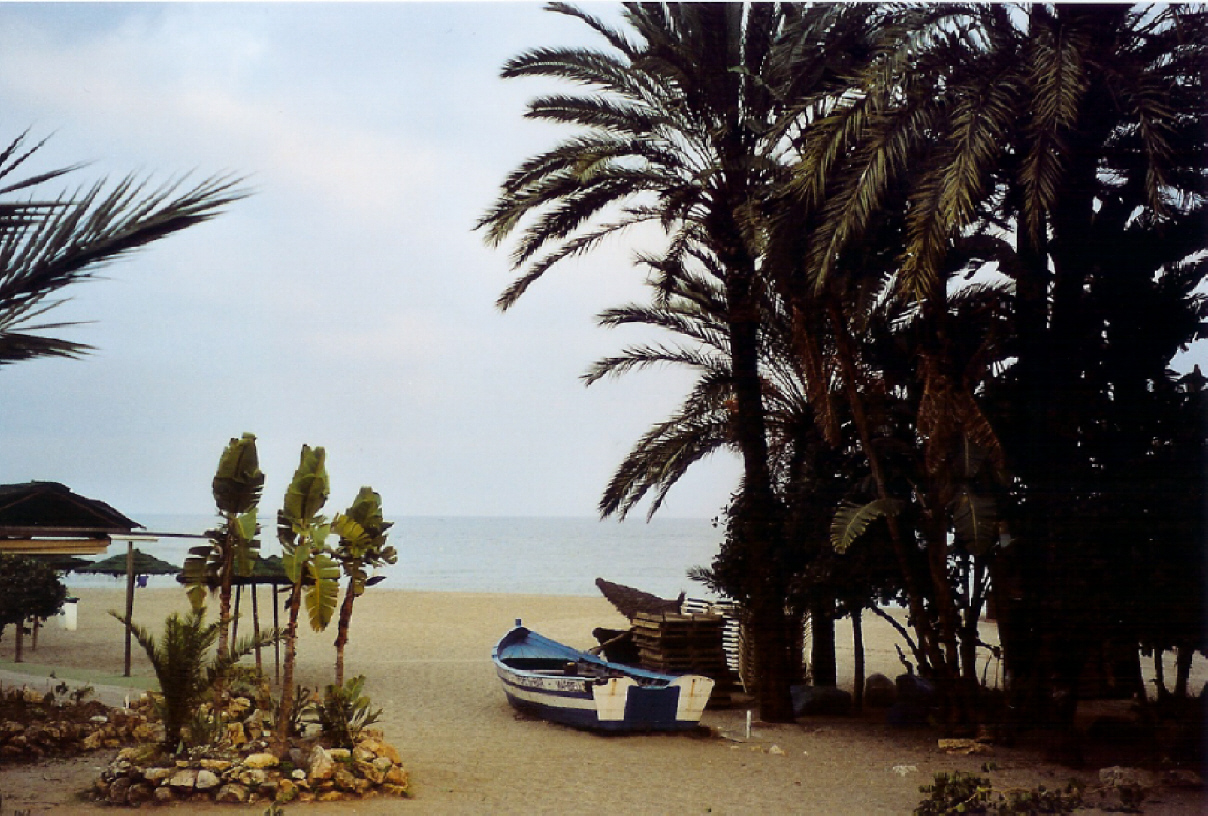
Am Strand von Marbella
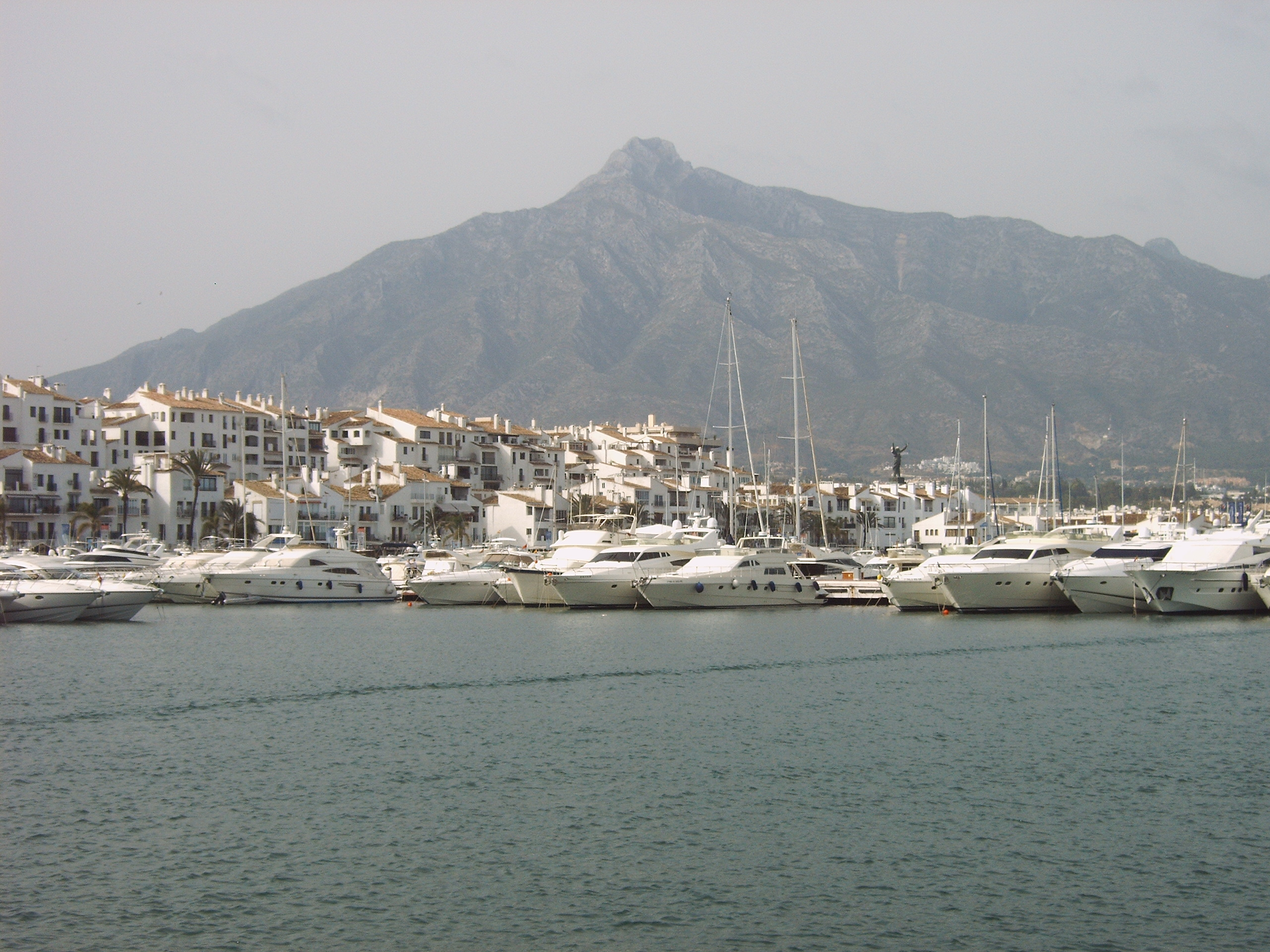
Puerto Banús, berühmter Jachthafen der Stadt
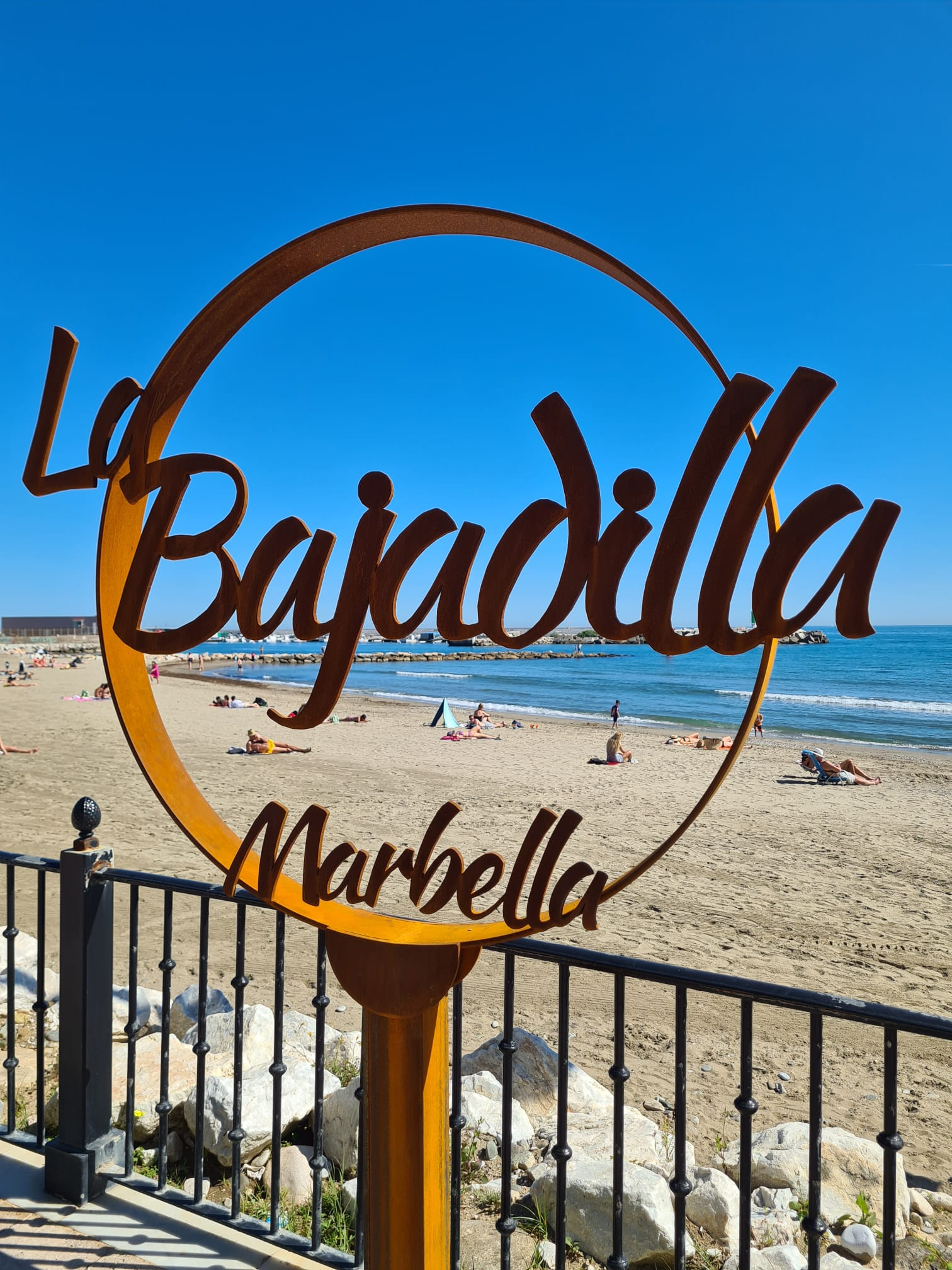
Emblem der Playa de la Bajadilla (Stadtstrand)

### Marbella-Bogen
Der Bogen von Marbella (El arco de Marbella) wurde auf Bestreben des damaligen Bürgermeisters Jesús Gil im Jahr 1991 erbaut und im Jahr 1992 eröffnet. Heute ist er ein Wahrzeichen der Stadt, gilt als touristischer Anziehungspunkt und gehört zu den meistfotografierten Bauwerken der Gemeinde.

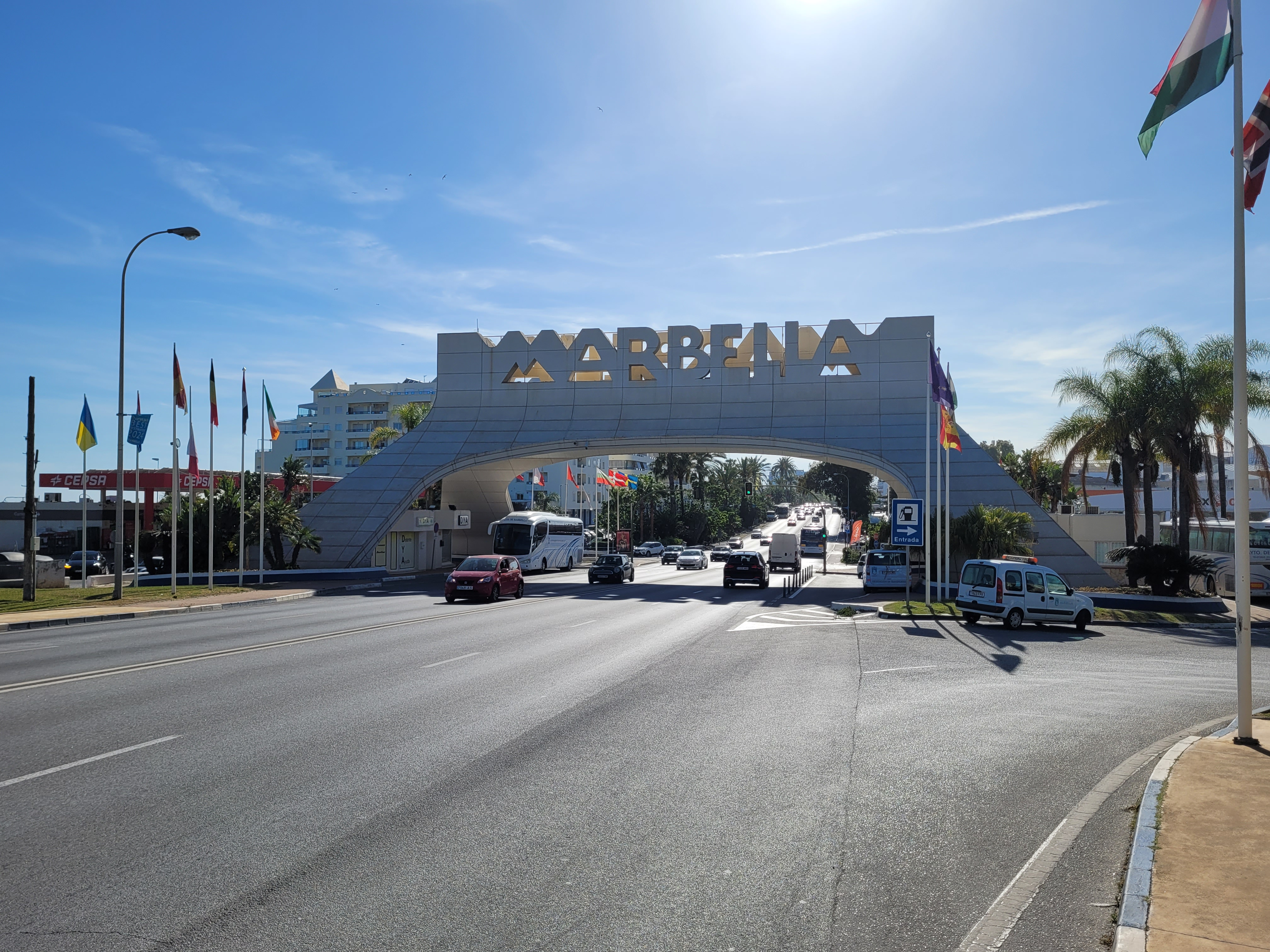
Marbella-Bogen mit Blick stadteinwärts.

Sein Zwillingsbogen, der am Ende der Gemeinde, in San Pedro Alcántara, stand, musste hingegen aufgrund der Untertunnelung dieses Bereichs abgerissen werden.
Weitere Sehenswürdigkeiten:
- Altes Stadtzentrum mit Rathaus aus dem 16. Jahrhundert
- Altertümliche Kirche Iglesia de la Encarnación
- Aquapark
- Arabische Mauer
- Bonsaimuseum
- Gravurmuseum Museo del Grabado Español Contemporáneo
- Boulevard Avenida del Mar mit Skulpturen von Salvador Dalí
- Krokodilpark (Cocodrilo Park)
- Plaza de Salvador Dalí
- Playa de la Bajadilla (Strand)
- Playa de Fontanilla (Strand)
- Torre Ladrones (Wachturm)

## Persönlichkeiten

### Söhne und Töchter der Stadt
- José López Domínguez (1829–1911), General und Ministerpräsident
- María Martín (1923–2014), Schauspielerin
- Paco Romero, (* 1952), spanischer Autorennfahrer
- Kepa Blanco (* 1984), Fußballspieler
- Adrián Menéndez (* 1985), Tennisspieler
- Carlos Gómez Herrera (* 1990), Tennisspieler
- Loren Morón (* 1993), Fußballspieler
- Iván Márquez (* 1994), Fußballspieler
- Rubén Guerrero (* 1995), Basketballspieler
- Patrick Kujala (* 1996), finnischer Automobilrennfahrer
- Robert Skov (* 1996), dänischer Fußballspieler
- Ayoub Ghadfa (* 1998), Boxer
- Millie Bobby Brown (* 2004), britische Schauspielerin und Model

### Bekannte Einwohner, die in Marbella verstorben sind
- Max Egon zu Hohenlohe-Langenburg (1897–1968), Mitglied des europäischen Hochadels
- Jean Negulesco (1900–1993), rumänisch-US-amerikanischer Maler und Filmregisseur
- Fulgencio Batista (1901–1973), Befehlshaber und Politiker in Kuba
- Joan Barry (1903–1989), britische Schauspielerin
- Madeleine Carroll (1906–1987), britische Schauspielerin
- Willi Stanke (1907–1982), deutscher Bandleader, Komponist und Arrangeur
- Hasse Ekman (1915–2004), schwedischer Schauspieler, Regisseur und Drehbuchautor
- Maria Buchinger (1916–2010), Gründerin (1973) der Klinik Buchinger Wilhelmi in Marbella
- Peter Viertel (1920–2007), deutsch-US-amerikanischer Schriftsteller und Drehbuchautor
- Brian Naylor (1923–1989), britischer Automobilrennfahrer
- Vincent Cronin, FRSL (1924–2011), britischer Autor
- Alfonso zu Hohenlohe-Langenburg (1924–2003), spanisches Mitglied des internationalen Jetsets und 1954 Gründer des Marbella Club
- Heimo Haitto (1925–1999), finnischer Musiker
- Jaime de Mora y Aragón (1925–1995), spanischer Schauspieler, Show-Präsentator, Geschäfts- und Lebemann
- Juri Sewidow (1942–2010), sowjetischer Fußballspieler und russischer Sportkommentator
- Alvin Lee (1944–2013), britischer Bluesrockgitarrist und -sänger (Ten Years After)
- Christa Merten (1944–1986), deutsche Leichtathletin und Olympiateilnehmerin
- Boz Burrell (1946–2006), britischer Musiker
- Rick Parfitt, OBE (1948–2016), britischer Musiker (Status Quo)

## Belege
1. ↑  Gesamtzahl der Dateien Geografische Nomenklatur der Gemeinden und Bevölkerungseinheiten: 1 Datei:MUNICIIOS.csv Spalte:ALTITUD
2. ↑  Gesamtzahl der Dateien Geografische Nomenklatur der Gemeinden und Bevölkerungseinheiten: 1 Datei:MUNICIIOS.csv Spalte:SUPERFICIE
3. ↑  Instituto Nacional de Estadística Municipal Register of Spain
4. 1 2  Costa del Sol Nachrichten Nr. 662 vom 11. Juni 2009, Seiten 47/48
5. ↑  Hartmut U. Hallek: Manche mögen’s heiß in Marbella. In: Welt Online. 28. Juni 2002, abgerufen am 13. Januar 2024.
6. ↑  Annette Prosinger: Marbellas Charme bezaubert – trotz des Jetsets. In: Welt Online. 3. Oktober 2022, abgerufen am 13. Januar 2024.
7. ↑  „Elegante Leute, die Spaß haben wollten“. Der Jetset von Marbella. In: Spiegel Online. 14. August 2019, abgerufen am 13. Januar 2024.
8. ↑  Mythos Marbella damals und heute. In: Zeit Online. 14. August 2019, abgerufen am 13. Januar 2024.
9. ↑  Michael Steingruber: Ein Hauch Mythos: Wird Marbella noch immer seinem schicken Ruf gerecht? In: Der Standard. 7. September 2022, abgerufen am 13. Januar 2024.
10. ↑  Emilio Nieto Ballester: Breve diccionario de topónimos españoles. Madrid 1997, S. 230 f.
11. ↑  Spain: Boletín oficial del estado: Gaceta de Madrid. 1968 (google.at [abgerufen am 9. Juni 2025]).
12. ↑  Christian Mayer, Conde Rudis Welt. Der Marbella Club war jahrzehntelang der Treffpunkt der Reichen und Schönen – ein Ortstermin mit dem ehemaligen Direktor, Rudolf Graf von Schönburg, in Süddeutsche Zeitung vom 1. Oktober 2009
13. ↑  Faz.net: Marbella - Auf dem Klo ein Miró
14. ↑  Mammutprozess um Marbella-Skandal eröffnet. Abgerufen am 28. September 2010.
15. ↑  El arco de entrada a Marbella erigido por Jesús Gil, en obras porque se derrumba. In: DIARIO ABC. Abgerufen am 27. Juni 2024 (spanisch).

Alhaurín de la Torre |
Alhaurín el Grande |
Antequera |
Benalmádena |
Coín |
Estepona |
Frigiliana |
Fuengirola |
Marbella |
Málaga |
Mijas |
Nerja |
Rincón de la Victoria |
Ronda |
Torremolinos |
Vélez-Málaga
Alameda |
Alcaucín |
Alfarnate |
Alfarnatejo |
Algarrobo |
Algatocín |
Alhaurín de la Torre |
Alhaurín el Grande |
Almáchar |
Almargen |
Almogía |
Álora |
Alozaina |
Alpandeire |
Antequera |
Árchez |
Archidona |
Ardales |
Arenas |
Arriate |
Atajate |
Benadalid |
Benahavís |
Benalauría |
Benalmádena |
Benamargosa |
Benamocarra |
Benaoján |
Benarrabá |
Campillos |
Canillas de Aceituno |
Canillas de Albaida |
Cañete la Real |
Carratraca |
Cartajima |
Cártama |
Casabermeja |
Casarabonela |
Casares |
Coín |
Colmenar |
Comares |
Cómpeta |
Cortes de la Frontera |
Cuevas Bajas |
Cuevas de San Marcos |
Cuevas del Becerro |
Cútar |
El Borge |
El Burgo |
Estepona |
Faraján |
Frigiliana |
Fuengirola |
Fuente de Piedra |
Gaucín |
Genalguacil |
Guaro |
Humilladero |
Igualeja |
Istán |
Iznate |
Jimera de Líbar |
Jubrique |
Júzcar |
Macharaviaya |
Málaga |
Manilva |
Marbella |
Mijas |
Moclinejo |
Mollina |
Monda |
Montecorto |
Montejaque |
Nerja |
Ojén |
Parauta |
Periana |
Pizarra |
Pujerra |
Rincón de la Victoria |
Riogordo |
Ronda |
Salares |
Sayalonga |
Sedella |
Serrato |
Sierra de Yeguas |
Teba |
Tolox |
Torremolinos |
Torrox |
Totalán |
Valle de Abdalajís |
Vélez-Málaga |
Villanueva de Algaidas |
Villanueva de la Concepción |
Villanueva de Tapia |
Villanueva del Rosario |
Villanueva del Trabuco |
Viñuela |
Yunquera